# Diederich Franz Leonhard von Schlechtendal
Diederich Franz Leonhard von Schlechtendal, né à Xanten (Duché de Clèves) le 27 novembre 1794 et mort à Halle-sur-Saale (Province de Saxe) le 12 octobre 1866 , est un botaniste prussien.

## Biographie
Diederich Franz Leonhard von Schlechtendal est professeur de botanique et directeur du jardin botanique de l’université Martin-Luther de Halle-Wittemberg de 1833 à sa mort. Il est le rédacteur en chef du journal botanique Linnaea.

## Œuvre
Son œuvre la plus importante est la description de la flore du Mexique en collaboration avec Adelbert von Chamisso (1781-1838), travail basé sur des spécimens rassemblés par Christian Julius Wilhelm Schiede (1798-1836) et Ferdinand Deppe (1794-1861) entre 1824 et 1829. Il fait paraître Flora Berolinensis (deux volumes, 1823-1824) et collabore à la Flora von Deutschland (vingt-quatre volumes, 1840 à 1875).
Il a aussi participé à la réalisation d'une flore de Thuringe (avec Jonathan Carl Zenker, Christian Eduard Langethal et Ernst Schenk : Flora von Thüringen und den angrenzenden provinzen - volumes multiples - Iena : F. Mauke, 1836-1855.